# Угость (посёлок)
Угость — посёлок в Жуковском районе Брянской области, в составе Летошницкого сельского поселения. 
 Расположен в 3 км к востоку от деревни Летошники, на правом берегу реки Угость. Население — 9 человек (2010).

## История
Возник в первой половине XIX века на старом Рославльском тракте, при постоялых дворах (отсюда старое название — «Дворцы») и почтовой станции (позднее перенесена в посёлок Шоссейный). Входил в приход села Белоголовль.Раскопки, проводимые в апреле 2004-го на территории посёлка Угость подтверждают, факт того что посёлок был основан намного раньше, найденные предметы датируются 1657—1755 годами, монеты из серебра и меди, украшения, элементы конской упряжи, предметы быта и многое другое. Так же на территории посёлка располагались, трактир и почтовая станция.
| Годы      | 1866 | 1926 | 1979 | 1989 | 2002 | 2010 |
| --------- | ---- | ---- | ---- | ---- | ---- | ---- |
| Население | 30   | 87   | 20   | 13   | 11   | 9    |